# Marion Leboyer
Pour les articles homonymes, voir Leboyer.
Marion Leboyer (1957), est une médecin psychiatre, professeure des universités – praticienne hospitalière exerçant à l'université Paris Est Créteil (UPEC).

## Biographie
Après avoir des études de médecine à l'Université Paris Descartes, un master et une thèse de sciences à l'université Pierre et Marie Curie, et avoir été nommée interne des hôpitaux de Paris en 1981, elle est cheffe de clinique à l’hôpital de La Pitié-Salpêtrière de 1989 à 1994. De 2002 à 2007, elle est cheffe du service de psychiatrie sectorisée de l’hôpital Albert Chenevier et du service de psychiatrie de l’hôpital Henri Mondor en 2002 avant d’y être nommée responsable du pôle de psychiatrie. Elle est, depuis 2019, directrice médicale du département hospitalo-universitaire Innovation en santé Mentale, Psychiatrie et AddiCTologie du Grand-Paris-Sud (DMU IMPACT) au sein du Centre hospitalier universitaire Henri-Mondor (AP-HP) et de la Fédération hospitalo-universitaire de médecine de précision en psychiatrie et addictologie (FHU ADAPT) depuis 2020,.
Ses travaux de recherche portent principalement sur les troubles bipolaires, la schizophrénie et l'autisme. Elle entre à l’Institut national de la santé et de la recherche médicale (Inserm) en 1986 sur un poste d’accueil Inserm pour internes, qui lui permet de faire sa thèse de sciences sur les facteurs génétiques susceptibles d'être impliqués dans l'apparition de troubles de l'humeur ou de la schizophrénie. Elle est soutenue en 1990, dans le laboratoire de Josué Feingold en génétique épidémiologique. Elle devient en 2007 directrice du Laboratoire de Psychiatrie Génétique, renommé "Laboratoire de Neuro-Psychiatrie Translationnelle" en 2019, au sein de l'Institut Mondor de recherche biomédicale à Créteil.
Depuis 2007, et outre ses responsabilités de professeur des universités – praticien hospitalier, Marion Leboyer dirige la Fondation FondaMental, fondation de coopération scientifique en santé mentale, créée en juillet 2007 par les ministères chargés de la recherche et de la santé, sur appel d’offres des RTRS (Réseau Thématique de Recherche et de Soins), avec pour objectif l'innovation dans l'organisation des soins, le soutien à la recherche, la formation et l'information sur les maladies mentales.
Elle est membre du Haut Conseil de la science et de la technologie de 2010 à 2013.
En décembre 2021, Marion Leboyer reçoit le Grand Prix Inserm qui récompense le caractère novateur de ses travaux de recherche en particulier sur les troubles bipolaires, la schizophrénie et les troubles du spectre de l’autisme,. Ce prix rend hommage à un acteur de la recherche scientifique française dont les travaux ont permis des progrès remarquables dans la connaissance de la physiologie humaine, en thérapeutique, et plus largement, dans le domaine de la santé. Il est l'une des plus hautes distinctions scientifiques françaises.
Marion Leboyer est directeur scientifique du programme projet en psychiatrie de précision (PEPR PROXY) sélectionné dans le cadre de France 2030 . Selon Clarivate, elle fait partie des auteurs les plus cités du monde . 

## Prix et distinctions
- 2002 : Lauréate du Prix Inserm de recherche en Santé Publique[17].
- 2006 : Chevalier de la Légion d'honneur[18]
- 2007 : Prix Jean Bernard de la recherche de la Fondation pour la recherche médicale pendant les Victoires de la médecine[19]
- 2011 : Prix Mogens Schou pour la recherche de la Société internationale pour les troubles bipolaires[20]
- 2018 : Prix de littérature politique Edgar Faure pour Psychiatrie l'état d'urgence (éditions Fayard)[21]
- 2018 : ECNP Neuropsychopharmacology Award[22]
- 2018 : Prix Philippe et Maria Halphen de l'Académie des Sciences[23]
- 2021 : Grand Prix de l'Inserm[24]

## Publications et contributions scientifiques
Depuis 1984, Marion Leboyer a collaboré à plus de 950 articles internationaux et articles de revues avec un indice h de 97 (nombre de citations : 37 994) ainsi qu’à plusieurs livres dont Psychiatrie, état d'urgence édité chez Fayard en 2018 (Prix du livre politique de l'année). Elle fait partie des chercheurs les plus cités au plan international et fait notamment partie des « Highly cited researchers » du classement Clarivates analytics pour la quatrième année consécutive (depuis 2018).
Sur le plan scientifique, elle a notamment contribué à découvrir, en 2003, l’une des premières mutations génétiques dans l’autisme, avec Stéphane Jamain et Thomas Bourgeron,.
Elle publie également de nombreuses études montrant l'association des troubles bipolaires à des variants génétiques des gènes impliqués dans la synthèse des monoamines (sérotonine, dopamine en particulier), mais aussi des gènes de l’horloge, ou plus récemment des gènes impliqués dans la réponse immunitaire contre l’inflammation.
Sur le plan immunologique, elle contribue avec Ryad Tamouza (AP-HP, Inserm) au lancement du domaine de l’immuno-psychiatrie, dont la synthèse est publiée en 2021 dans le livre Immuno-Psychiatry : facts and prospects. Les résultats des recherches en immuno-psychiatrie sont résumés dans des articles de synthèse.
En particulier, elle démontre que les patients atteints de troubles bipolaires ont un terrain immuno-génétique particulier, les prédisposant à une moins bonne réponse anti-infectieuse, expliquant la persistance de réponses inflammatoires,. Elle montre également  la présence chez les patients bipolaires et schizophrènes de l’activation des rétrovirus humains endogènes (HERV-W) dans les troubles psychotiques et bipolaires,.
Elle est à l’origine, en collaboration avec Laurent Groc, du concept de psychoses auto-immunes,.
Elle contribue avec Josselin Houenou à la description des bases neuro-anatomiques des maladies psychiatriques, comme les anomalies des boucles cortico-limbiques sous-tendant les anomalies de régulation des émotions dans le trouble bipolaire ou encore les anomalies du cervelet dans la schizophrénie. Elle participe également à la description des anomalies de connectivité associées aux pathologies psychiatriques les plus sévères ou encore à l’augmentation de la densité dendritique chez les bipolaires prenant du lithium,.
Elle prend également part à de nombreuses études épidémiologiques, comme, par exemple, la mise en évidence de l’augmentation du risque de schizophrénie lié à l’urbanicité, aux traumatismes infantiles, aux infections.
Elle a participé à des recherches sur les facteurs de vulnérabilité génétiques et environnementaux des maladies mentales (en particulier dans les troubles bipolaires) et de l'autisme, à l'identification des phénomènes immuno-inflammatoires dans différentes pathologies psychiatriques, à la mise en évidence des anomalies de différents circuits en imagerie cérébrale et à la réalisation de différents essais cliniques[réf. nécessaire], en particulier avec l'ocytocine dans l'autisme, publiés dans la revue PNAS.
Grâce au suivi de cohortes issues des Centres Experts pour patients bipolaires ou schizophrènes de la Fondation FondaMental, le Dr Leboyer a mis en lumière l'importance des comorbidités médicales associées aux maladies psychiatriques, qui sont la première cause de mortalité des troubles psychiatriques et à l'origine d'une perte de 20 ans d'espérance de vie,,.
Avec Isabelle Durand-Zaleski, économiste de la santé (URC Eco Ile de France), elle contribue à chiffrer le coût de la santé mentale (160 milliards d'euros/an de dépenses directes et indirectes en 2018).
Elle met en lumière le financement très faible de la recherche en psychiatrie (2% du budget total de la recherche biomédicale) et démontre également le coût associé à chaque pathologie par exemple, de la schizophrénie (15 000 euros par an).
Dans le cadre du projet européen FP7 « ROAMER », elle contribue à la rédaction de la feuille de route de la recherche en psychiatrie européenne.

## Ouvrages récents
- avec P-M Llorca, Psychiatrie – état d’urgence, Fayard, 2018[57].
- (en)avec M. Berk, I. Sommers, Immuno-psychiatry: facts and prospects, Springer Nature Publications, 2021[58].
- avec A. de Danne, L. Letessier, Réinventer la santé mentale avec la Covid-19, Odile Jacob, 2021[59].

## Prises de position
Marion Leboyer estime que la psychiatrie française n'est pas assez spécialisée, et souhaite le développement d'unités spécialisées. À cet égard, elle a contribué à la création de plusieurs réseaux nationaux de centre experts, structures multidisciplinaires spécialisées, plateformes de soins et de recherche dans le domaine des troubles bipolaires, de la schizophrénie, de la dépression résistante, et de l'autisme de haut niveau de fonctionnement. Partenaire de nombreuses recherches sur l'impact économique des maladies mentales, elle a contribué à montrer que ces maladies mentales ont un impact économique important (109 milliards d'euros par an en France) principalement dû aux coûts indirects, alors que l'investissement dans la recherche qui pourrait permettre de réduire l'impact sociétal et économique de ces maladies, et en améliorer le pronostic, est trop faible en France (2 % du budget de la recherche biomédicale, contre 7 % au Royaume-Uni et 11 % aux États-Unis).
La page consacrée au projet InFor-autism, sur le site Web de la Fondation Fondamental, définit les « Troubles du Spectre Autistique » comme une « maladie », et propose un « suivi de cohorte sur deux ans de patients, de sujets sains et d’apparentés (parents, frères ou sœurs des patients inclus dans l’étude) » afin « d’étudier et de distinguer les profils cliniques et cognitifs des patients, de rechercher des biomarqueurs (cliniques, neuro-anatomiques, immunologiques, biochimiques…) stables dans le temps et d’identifier les facteurs génétiques impliqués dans l’autisme ». Le 23 mai 2018, une vidéo du Pr Leboyer sur Youtube dévoile le projet InFoR-autism en partenariat avec l'Inserm et l'Institut Roche. Marion Leboyer y énonce le projet de chercher un « traitement curatif » pour l'autisme. Cette prise de position semble diverger du mouvement de reconnaissance des Troubles du Spectre de l'Autisme en tant qu'ensemble de handicaps (et non comme pathologie), tels que définis notamment par la Loi pour l'égalité des droits et des chances, la participation et la citoyenneté des personnes handicapées (11 février 2005), commentée par l'association Autisme France dans un document de février 2015 mettant en avant la difficulté actuelle pour les MDPH de reconnaître l'autisme autrement que comme trouble psychique, en raison de la « toute-puissance » des médecins dans les réunions d'équipes pluridisciplinaires, ainsi que les pressions rencontrées par les parents d'enfants autistes poussés à chercher un « soin » pour leur enfant avant de le faire scolariser. En outre, la Haute Autorité de santé rappelle dans ses Recommandations de bonnes pratiques pour l'autisme, publiées en mars 2012, qu'« aucun traitement médicamenteux ne guérit l’autisme », mais qu'il est possible de chercher des traitements pour les troubles associés[Interprétation personnelle ?].

## Controverse
Selon la journaliste Olivia Cattan, Marion Leboyer aurait eu connaissance d'essais thérapeutiques sauvages menés par les médecins du groupe Chronimed sur des enfants autistes. A ce titre, Olivia Cattan interroge « comment un chercheur peut « accréditer » en quelque sorte les résultats de ces « traitements » alors qu’ils n’ont pas été « randomisés » et qu’ils ont été pratiqués sans aucune recommandation ni autorisation des grandes instances sanitaires ? ». L’article d’Olivia Cattan fait référence à une audition du Pr Leboyer au Sénat le 1er février 2017 sur la situation de la psychiatrie des mineurs en France. Durant cette audition, le Pr Leboyer ne parle pas « d’essais thérapeutiques » mais uniquement d’ « observations [qui] justifiaient que les associations de parents d’enfants autistes demandent la réalisation d’essais en double aveugle ». De telles précisions ne sont pas présentes dans les articles précités[Interprétation personnelle ?].
En 2017, à la demande de la Fondation Autisme[source insuffisante] (Bertrand Jacques et Florent Chapel), le Pr Leboyer avait envisagé de mettre en place[source insuffisante] un projet AntibiAutism « Minocycline treatment of High Functioning Autism Spectrum Disorder symptoms in adult patients: a double-blinded randomized controlled study », retenu par la Direction générale de l'Offre de soins (DGOS) du Ministère de la Santé dans le cadre du programme hospitalier de recherche clinique national (PHRC-N). Ce projet, qui avait pour but de tester l’efficacité d’un antibiotique antibactérien (la Minocycline) chez des adultes diagnostiqués avec trouble du spectre de l'autisme sans retard intellectuel, a été abandonné sur l’initiative du Pr Leboyer, avant tout essai sur des patients[réf. nécessaire], de sorte qu'il ne figure pas sur la liste des PHRC-N de 2017. Cet abandon fait suite à la constatation de certains effets secondaires indésirables[source insuffisante] lors de l’administration de cet antibiotique et à l'identification de nouveaux agents thérapeutiques (probiotiques) ciblant les mêmes voies biologiques et présentant moins d’effets secondaires[source insuffisante],.
Marion Leboyer dément toute affiliation avec le groupe Chronimed, qui, en outre, est un collectif de médecins généralistes et non de psychiatres, ainsi que toute association avec les pratiques thérapeutiques qui pourraient être qualifiées d’irrégulières et au sujet desquelles certains des membres de ce collectif feraient l’objet de poursuites judiciaires.[réf. nécessaire]